# Francesco Marto
Francisco de Jesus Marto, conosciuto in italiano come Francesco Marto (Aljustrel, 11 giugno 1908 – Fátima, 4 aprile 1919), fu uno dei tre "pastorelli" che avrebbero assistito alle apparizioni di Fátima. Beatificato nel 2000, è stato proclamato santo da papa Francesco nel 2017.

## Biografia

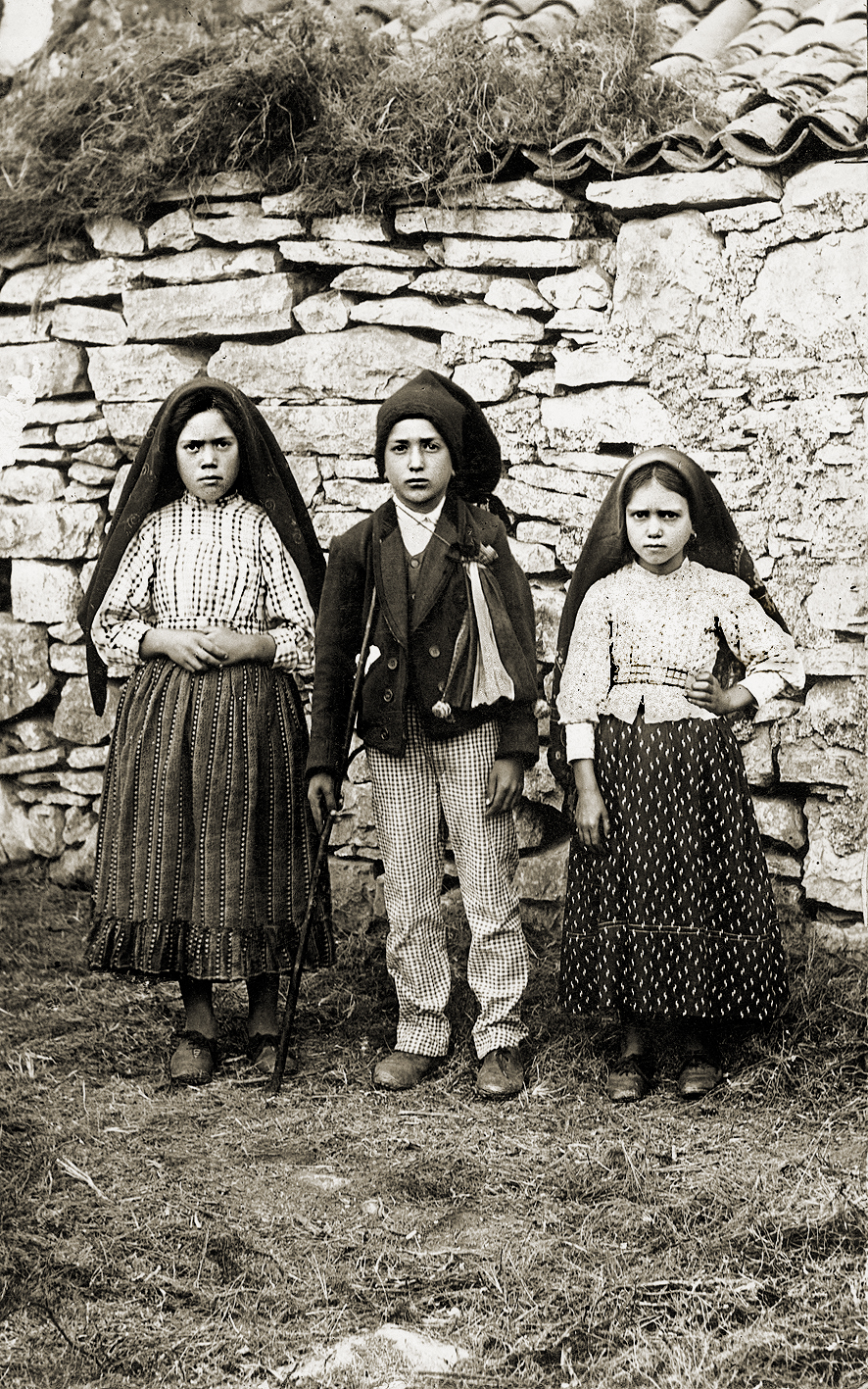
I tre "pastorelli" all'epoca delle apparizioni.

Francesco, assieme alla sorella Giacinta, sono i più piccoli dei sette figli di Manuel Pedro Marto e Olimpia de Jesus, abitanti di Fatima, in Portogallo.
Francesco nacque in una famiglia di umili condizioni ad Aljustrel l'11 giugno 1908 nella casa dei suoi genitori. Fu battezzato il 20 dello stesso mese presso la chiesa parrocchiale di Fatima.
Sia Francesco che Giacinta non frequentarono la scuola, perciò crebbero analfabeti. Vennero educati al cristianesimo in casa o per mezzo della zia, la madre della loro cugina Lucia Dos Santos. Erano soliti partecipare la domenica alla Santa Messa, pregavano in famiglia e vennero educati al rispetto ed alla carità verso i poveri. Quando Francesco aveva 8 anni e la sorella Giacinta 6, iniziarono a prendersi cura del gregge dei genitori insieme alla cugina Lucia, anche lei pastorella. 
Secondo quanto riferito dai pastorelli, il 13 maggio 1917, a Cova da Iria, vicino alla località portoghese di Fátima, mentre Francesco sorvegliava le pecore al pascolo, assieme alla sorella minore Giacinta Marto e alla cugina Lucia dos Santos, apparve loro la Madonna, rivelando tre segreti, noti come "Segreti di Fátima". L'episodio si sarebbe ripetuto il 13 di ogni mese successivo (tranne ad agosto, mese in cui si verificò il 19), fino a ottobre: in quest'ultima occasione si verificò il fenomeno noto come "Miracolo del sole".
I pastorelli riferirono anche che la Madonna aveva rivelato loro la morte prematura di Francesco e Giacinta, aggiungendo che Lucia sarebbe rimasta a lungo sulla Terra: effettivamente avvenne così, poiché Lucia è morta nel 2005, all'età di 98 anni, mentre Giacinta e Francesco morirono precocemente a causa dell'influenza spagnola.
Francesco si ammalò di influenza spagnola nel dicembre 1918: rimase sereno per tutta la durata della malattia, conservando intatta la sua forte fede e facendo la Prima Comunione proprio in tale periodo.
Morì il 4 aprile 1919.

## Il culto

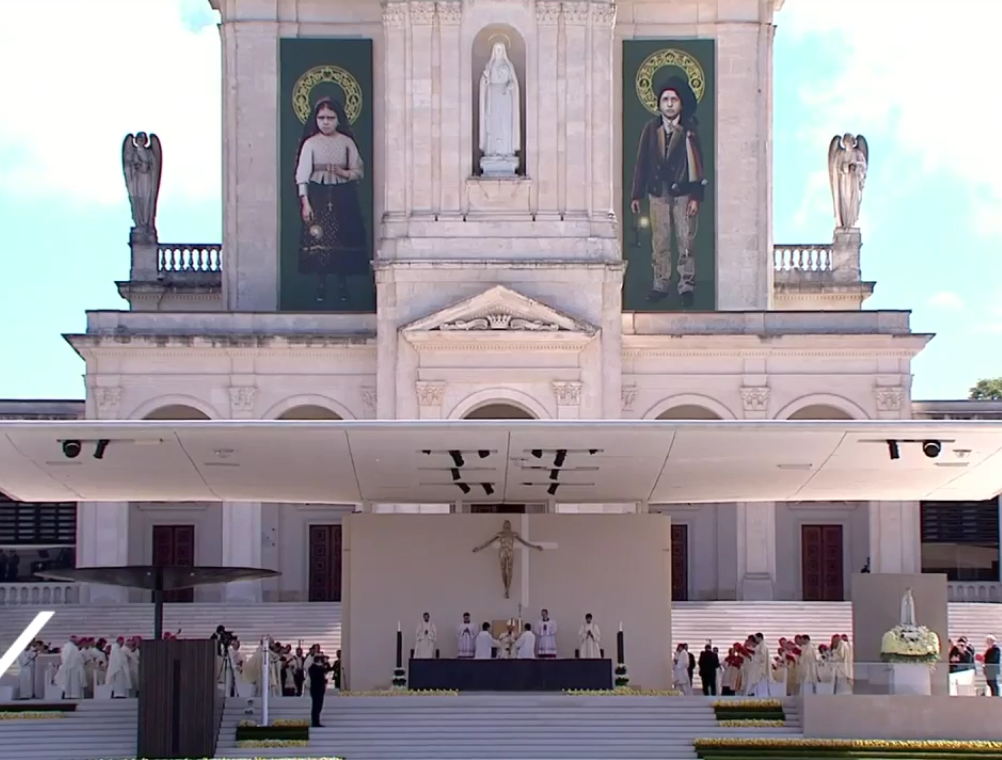
Canonizzazione di Francesco e Giacinta celebrata da papa Francesco, 13 maggio 2017.

È stato beatificato da papa Giovanni Paolo II il 13 maggio 2000 a Fátima insieme alla sorella Giacinta. È stato proclamato santo, sempre assieme alla sorella, il 13 maggio 2017 da papa Francesco durante la sua visita a Fátima, nella ricorrenza del centenario dell'apparizione della Santa Vergine Maria.
La memoria liturgica è stata fissata al 4 aprile, giorno della sua nascita al cielo. Il suo corpo, assieme a quelli della sorella e della cugina, è venerato nel Santuario di Fátima.

### Il miracolo per la beatificazione
Nel 1995 fu istituito a Leiria il Tribunale diocesano per il processo sul presunto miracolo attribuito all'intercessione di Francesco Marto. Fu dichiarata prodigiosa la guarigione di una donna affetta da “paraplegia da probabile mielite trasversa, della durata di circa 22 anni, in assenza di patologia psichica”. La guarigione inspiegabile fu dichiarata valida il 21 novembre 1997. Il 28 giugno 1999 fu promulgato il Decreto riguardante il miracolo.

### Il miracolo per la canonizzazione
In generale, ai fini della canonizzazione, la Chiesa cattolica ritiene necessario un secondo miracolo, dopo quello richiesto per la beatificazione: nel caso di Francesco ha ritenuto miracolosa la guarigione di Lucas Maeda de Oliveira, caduto accidentalmente da un'altezza di sei metri e mezzo il 3 marzo 2013, mentre giocava con la sorellina a casa del nonno a Campo Mourão, nello Stato del Paraná, in Brasile.
Nella caduta il bambino riportava "grave trauma cranio-encefalico aperto con perdita di sostanza cerebrale, coma grave e danno assonale diffuso, con serio pericolo di morte o di gravi conseguenze". Il padre del bambino, raccogliendolo dal marciapiede subito dopo l'incidente, aveva invocato la Madonna di Fátima e i beati Francesco e Giacinta Marto, pregati quella notte stessa dai familiari insieme a una comunità di suore carmelitane.
La Consulta Medica della Congregazione delle cause dei santi, che aveva esaminato il caso, il 2 febbraio 2017 ha dichiarato scientificamente inspiegabile la successiva completa e rapidissima guarigione.